# Vrakúň
Vrakúň (in ungherese Nyékvárkony) è un comune della Slovacchia facente parte del distretto di Dunajská Streda, nella regione di Trnava.